# Hybolabus ater
Hybolabus ater es una especie de coleóptero de la familia Attelabidae.

## Distribución geográfica
Habita en México, Uruguay, Brasil, Guayana Francesa y Guatemala.